# Tolaredssjö
Tolaredssjö är en sjö i Marks kommun i Västergötland och ingår i Rolfsåns huvudavrinningsområde. Sjön har en area på 0,178 kvadratkilometer och ligger 87,1 meter över havet. Sjön avvattnas av vattendraget Sundstorpsån.

## Delavrinningsområde
Tolaredssjö ingår i det delavrinningsområde (638256-129159) som SMHI kallar för Mynnar i Sundsjön. Medelhöjden är 92 meter över havet och ytan är 33,13 kvadratkilometer. Räknas de 2 avrinningsområdena uppströms in blir den ackumulerade arean 46,98 kvadratkilometer. Sundstorpsån som avvattnar avrinningsområdet har biflödesordning 2, vilket innebär att vattnet flödar genom totalt 2 vattendrag innan det når havet efter 16 kilometer. Avrinningsområdet består mestadels av skog (61 %) och sankmarker (29 %). Avrinningsområdet har 0,31 kvadratkilometer vattenytor vilket ger det en sjöprocent på 3,6 %.